# Evan Lysacek
Evan Frank Lysacek (* 4. Juni 1985 in Chicago, Illinois) ist ein ehemaliger US-amerikanischer Eiskunstläufer. Er ist der Olympiasieger von 2010, der Weltmeister von 2009 und der Vier-Kontinente-Meister von 2005 und 2007.

## Werdegang
Evan Lysacek wurde am 4. Juni 1985 in Chicago geboren und wuchs in Naperville auf. Seine Mutter, Tanya, ist Aushilfslehrerin und sein Vater, Don, Bauunternehmer. Lysacek hat eine ältere Schwester, Laura, und eine jüngere Schwester, Christina.
Lysacek hat italienische und tschechische Vorfahren, sein Urgroßvater František Lysáček emigrierte 1925 aus der Tschechoslowakei nach Chicago. Lysacek ist griechisch-orthodoxer Christ.
Evan Lysacek begann mit 8 Jahren mit dem Eiskunstlaufen. Seine Großmutter schenkte ihm zu Weihnachten Schlittschuhe. Er wollte ursprünglich Eishockey spielen, seine Mutter meldete ihn aber gemeinsam mit seiner Schwester Laura zum Eiskunstlauftraining an, um das Schlittschuhlaufen zu lernen. Er blieb beim Eiskunstlaufen, nachdem ein Trainer sein Talent erkannt hatte und ihn zu ersten Erfolgen brachte.
Im Jahr 1999 wurde Lysacek US-Meister der Novizen. Ein Jahr später gelang ihm dies bereits bei den Junioren. Ein aufeinanderfolgender Sieg bei den US-Meisterschaften im Novizen- und Juniorenbereich war zuletzt Terry Kubicka gelungen.
Bei Eiskunstlauf-Juniorenweltmeisterschaften wurde Lysacek 2001, 2003 und 2004 Vizemeister, 2001 hinter seinem Landsmann und späteren Dauerrivalen Johnny Weir, was den ersten US-amerikanischen Doppelsieg bei Juniorenweltmeisterschaften seit 1987 bedeutete. Beim Gewinn der Silbermedaille 2003 stand er seinen ersten dreifachen Axel im Laufe des Turniers.
Nach seinem Schulabschluss ging Lysacek 2003 nach Kalifornien um im Toyota Sports Center in El Segundo bei Frank Carroll trainieren zu können.
Seine erste internationale Medaille gewann Lysacek mit Bronze bei den Vier-Kontinente-Meisterschaften 2004 hinter den Kanadiern Jeffrey Buttle und Emanuel Sandhu. Ein Jahr später gewann er das Turnier und somit seinen ersten internationalen Titel. Dabei verwies er Li Chengjiang und Daisuke Takahashi auf die Plätze.

### Eiskunstlauf-Weltmeisterschaften 2005
2005 war auch das Jahr seiner ersten Weltmeisterschaftsteilnahme bei den Senioren. In Moskau gewann er auf Anhieb völlig überraschend die Bronzemedaille hinter Stéphane Lambiel und Jeffrey Buttle, obwohl er als Ziel nur die Teilnahme an der Kür ausgegeben hatte und bei den nationalen Meisterschaften nur drittbester Amerikaner hinter Johnny Weir und Timothy Goebel geworden war, dort jedoch im Kurzprogramm die einzige 6,0 seiner Karriere erhalten hatte.
Im Jahr 2006 wurde Lysacek Zweiter hinter Weir bei den US-Meisterschaften. Bei den Olympischen Winterspielen in Turin zog er sich nach dem Kurzprogramm, das er als Zehnter beendet hatte, eine Magen-Darm-Grippe zu. Unfähig zu trainieren und unter Einsatz von Antibiotika entschied er, dennoch die Kür zu laufen. Es wurde seine bis dahin beste Kür. Er landete acht Dreifachsprünge und beendete die Kürwertung als Dritter, was ihm insgesamt den vierten Platz einbrachte, sieben Punkte hinter dem Bronzemedaillenplatz.
Bei der folgenden Weltmeisterschaft in Calgary konnte er wie im Vorjahr erneut die Bronzemedaille gewinnen. Diesmal hinter Stéphane Lambiel und Brian Joubert. Dies gelang ihm trotz erneuter gesundheitlicher Probleme. Aufgrund einer bakteriellen Infektion, die sogar dazu führte, dass er Blut hustete, musste er drei verschiedene Antibiotika einnehmen. Nach der WM tourte er als festes Mitglied bei Champions on Ice.

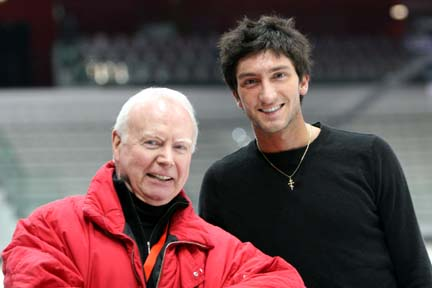
Lysacek und sein Trainer Frank Carroll beim Grand-Prix-Finale 2007

Im Jahr 2007 wurde er in Spokane erstmals US-amerikanischer Meister bei den Senioren. Dabei landete er erstmals im Wettbewerb einen Vierfachsprung und zwar einen vierfachen Toeloop in einer Kombination mit einem anschließenden dreifachen Toeloop.
Eine Woche später verhalf ihm diese Vierfach-Kombination in der Kür auch zu seiner zweiten Goldmedaille bei den Vier-Kontinente-Meisterschaften nach 2005, diesmal vor Jeffrey Buttle und Landsmann Jeremy Abbott. Nach dem Kurzprogramm war er noch auf dem vierten Platz gelegen, aber wie so oft half ihm seine Kür, sich zu verbessern.
Bei der Weltmeisterschaft versuchte er erstmals einen Vierfachsprung im Kurzprogramm, wieder in einer Vierfach-Dreifach-Kombination. Diese gelang allerdings nicht, er musste aus dem Vierfachsprung aussteigen, berührte mit der Hand das Eis und konnte nur noch einen Doppelsprung anfügen. Auch in der Kür gelang ihm die geplante Kombination nicht. Er wurde sowohl im Kurzprogramm als auch in der Kür Fünfter und somit auch in der Endplatzierung.
2008 konnte Lysacek seinen Titel bei den US-Meisterschaften, trotz Punktegleichstand mit Johnny Weir, im Tie-Break verteidigen. Bei der Vier-Kontinente-Meisterschaft wurde er Dritter. Die Weltmeisterschaft in diesem Jahr musste er absagen, da er sich eine Woche vorher beim Versuch eines Dreifach-Axels im Training verletzte. Im Sommer tourte er mit Stars on Ice.

### Eiskunstlauf-Weltmeisterschaften 2009
Im Jahr 2009 wurde er nur Dritter bei den US-Meisterschaften hinter Jeremy Abbott und Brandon Mroz. Bei der Vier-Kontinente-Meisterschaft in Vancouver gewann er Silber hinter Patrick Chan.
Ende März folgte die Weltmeisterschaft in Lysacek’s Wohnort Los Angeles.
Nach dem Kurzprogramm lag er auf dem zweiten Platz hinter Brian Joubert, gewann aber die Kür und wurde Weltmeister.
Es war der erste US-amerikanische Titel seit Todd Eldredges Sieg 1996.
Dabei litt Lysacek an einem Ermüdungsbruch im linken Fuß, was ihm nicht erlaubte, einen Vierfachsprung zu versuchen. Nach der Saison nahm er sich eine Auszeit von zwei Monaten, um die Verletzung auszukurieren.
Im November gewann er mit großem Vorsprung bei Skate America; zum ersten Mal in seiner Karriere, nachdem er bei diesem Turnier von 2005 bis 2007 schon dreimal Vizemeister geworden war. Im Dezember gewann Lysacek auch das Grand-Prix-Finale, vor Nobunari Oda und Johnny Weir.

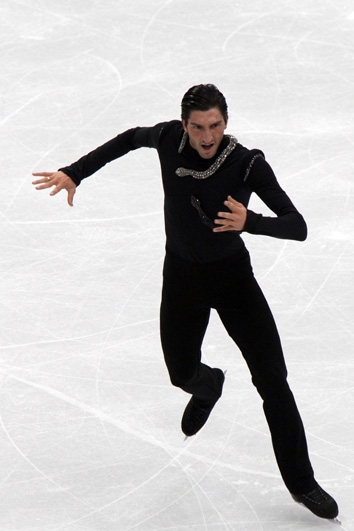
Evan Lysacek bei den Olympischen Spielen 2010

### Olympische Winterspiele 2010
Das Jahr 2010 begann dagegen mit einer kleinen Enttäuschung. Lysacek wurde nur Zweiter bei den nationalen Meisterschaften und musste sich dabei deutlich Jeremy Abbott geschlagen geben.
Damit waren Abbott, Lysacek und Weir für die Olympischen Spiele in Vancouver qualifiziert. Im Kurzprogramm zu Strawinskis Der Feuervogel schaffte er mit 90,30 Punkten eine persönliche Bestleistung und platzierte sich damit knapp hinter Jewgeni Pljuschtschenko und knapp vor Daisuke Takahashi. Lysacek gewann die Kür mit persönlicher Bestleistung von 167,37 Punkten und damit auch die Goldmedaille mit einer persönlichen Bestleistung von 257,67 Punkten, nur 1,31 Punkte vor Pljuschtschenko. Es war der erste nichtsowjetische, bzw. nichtrussische Olympiasieg und damit der erste US-amerikanische Olympiasieg seit Brian Boitano 1988 in Calgary und der erste Olympiasieg eines amtierenden Weltmeisters seit Scott Hamilton 1984.
Nach dem Wettbewerb kam es zu einer Kontroverse. Der zurückgekehrte Titelverteidiger Pljuschtschenko galt als Favorit und zeigte im Gegensatz zu Lysacek Vierfachsprünge. Er fühlte sich um den Sieg betrogen. Im Gegensatz zu Lysacek machte Pljuschtschenko jedoch einige Fehler in der Kür, so waren wenige seiner Sprünge tadellos. Lysaceks Kür zu Rimski-Korsakows Scheherazade war fehlerlos und außerordentlich kompakt. Viele Experten äußerten im Anschluss an diesen Wettbewerb ihre Meinung und rege Diskussionen fanden statt, auch über die Zukunft des Eiskunstlaufsports.
Lysacek sagte nach seinem Olympiasieg die Weltmeisterschaft ab.

### Nach 2010
Obwohl Lysacek immer wieder Einladungen zu Grand Prix Veranstaltungen bekam, zog er seine Teilnahme immer zurück.
Er versuchte auch nicht, sich für die Olympischen Winterspiele 2014 in Sotschi zu qualifizieren. Nachdem Lysacek nach seinem Olympiasieg im Jahre 2010 bei keinem Eiskunstlauf-Wettbewerb mehr teilgenommen hatte, gab er 2014 seinen Rücktritt bekannt.
Nebenbei studiert Lysacek Schauspiel an der Professional Arts School in Beverly Hills. Er betreibt Power Yoga als Konditionstraining und engagiert sich für eine Krebsstiftung.

## Auszeichnungen
- 2010 USOC Athlete of the Year

## Ergebnisse

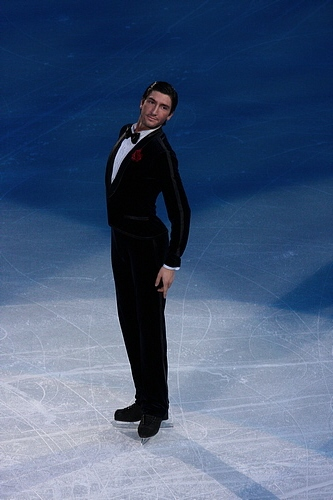
Evan Lysacek beim Schaulaufen der Olympischen Spiele 2010

| Meisterschaft/Jahr               | 1999  | 2000  | 2001  | 2002  | 2003  | 2004  | 2005  | 2006  | 2007  | 2008  | 2009  | 2010  |
| -------------------------------- | ----- | ----- | ----- | ----- | ----- | ----- | ----- | ----- | ----- | ----- | ----- | ----- |
| Olympische Winterspiele          |       |       |       |       |       |       |       | 4.    |       |       |       | 1.    |
| Weltmeisterschaften              |       |       |       |       |       |       | 3.    | 3.    | 5.    |       | 1.    |       |
| Vier-Kontinente-Meisterschaften  |       |       |       |       | 10.   | 3.    | 1.    |       | 1.    | 3.    | 2.    |       |
| World Team Trophy                |       |       |       |       |       |       |       |       |       |       | 1.    |       |
| Juniorenweltmeisterschaften      |       |       | 2.    |       | 2.    | 2.    |       |       |       |       |       |       |
| US-amerikanische Meisterschaften | 1. N  | 1. J  | 12.   | 12.   | 7.    | 5.    | 3.    | 2.    | 1.    | 1.    | 3.    | 2.    |
| -                                |       |       |       |       |       |       |       |       |       |       |       |       |
| Grand-Prix-Wettbewerb/Saison     | 98/99 | 00/01 | 00/01 | 01/02 | 02/03 | 03/04 | 04/05 | 05/06 | 06/07 | 07/08 | 08/09 | 09/10 |
| Grand-Prix-Finale                |       |       |       |       |       |       |       |       | Z     | 3.    |       | 1.    |
| Skate America                    |       |       |       |       |       |       | 5.    | 2.    | 2.    | 2.    | 3.    | 1.    |
| Skate Canada                     |       |       |       |       |       |       |       |       |       |       | 3.    |       |
| Cup of Russia                    |       |       |       |       |       |       | 5.    |       |       |       |       |       |
| NHK Trophy                       |       |       |       |       |       |       |       | 2.    |       |       |       |       |
| Cup of China                     |       |       |       |       |       |       |       |       | 1.    | 2.    |       | 2.    |

- N = Novizen; J = Junioren; Z = Zurückgezogen